# Northamptonshire
Northamptonshire (pronunciat /nɔːrˈθæmptənʃər/ o /nɔːrθˈhæmptənʃɪər/; abreujat Northants.) és un comtat del centre d'Anglaterra. Limita amb els comtats de Warwickshire, Leicestershire, Rutland, Cambridgeshire (inclòs Peterborough), Bedfordshire, i Buckinghamshire. El seu territori ocupa 2.364 km² i està dividit en set districtes.
Les ciutats més importants de Northamptonshire són Northampton, Kettering i Corby. El comtat és famós per la seva dedicació als esports de motor, sobretot pel circuit de Silverstone. Per altra banda hi ha zones rurals tranquil·les on es poden trobar antigues residencies senyorials, com la dels Spencer.

## Geografia

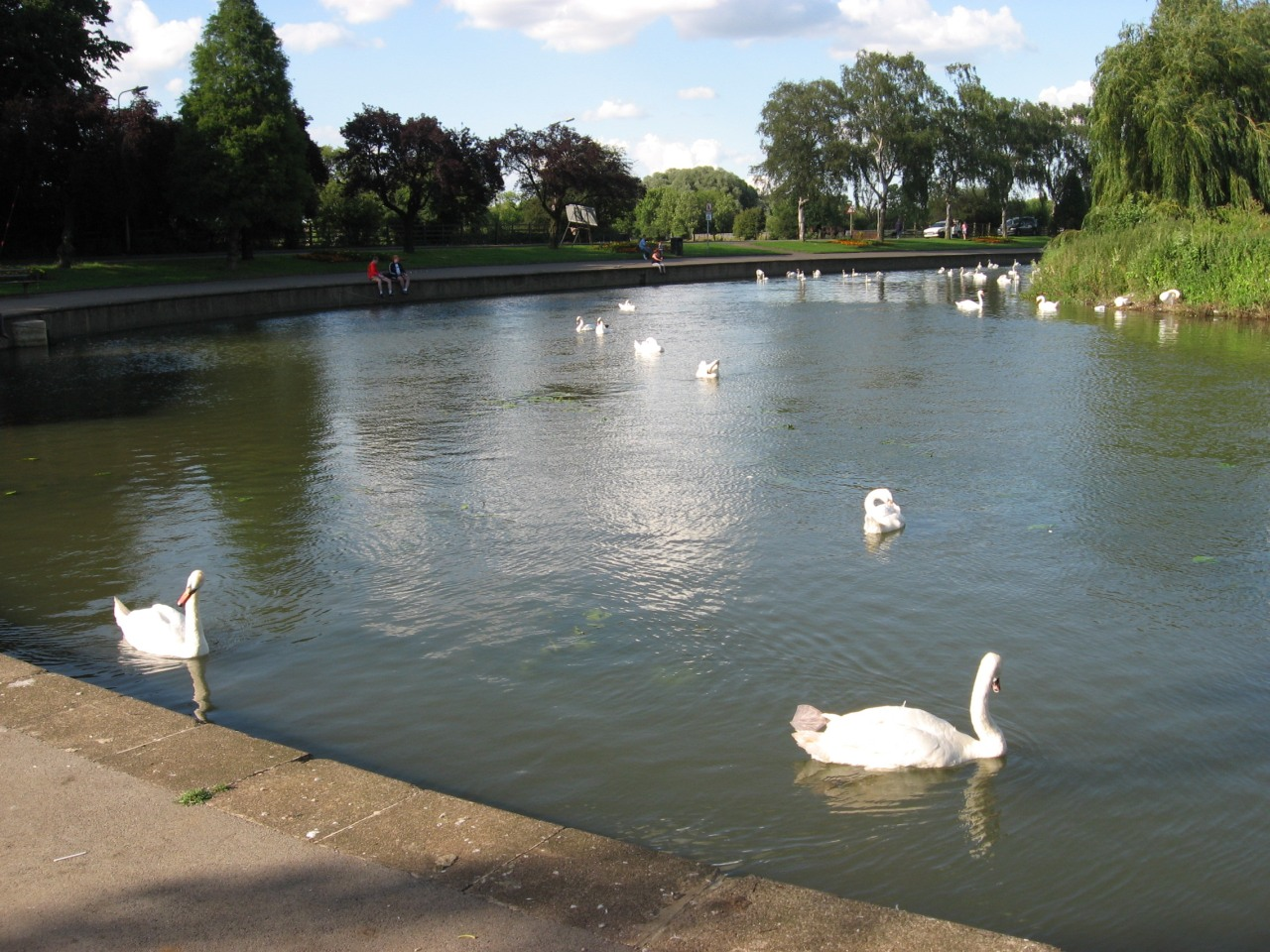
El riu Nene a Wellingborough

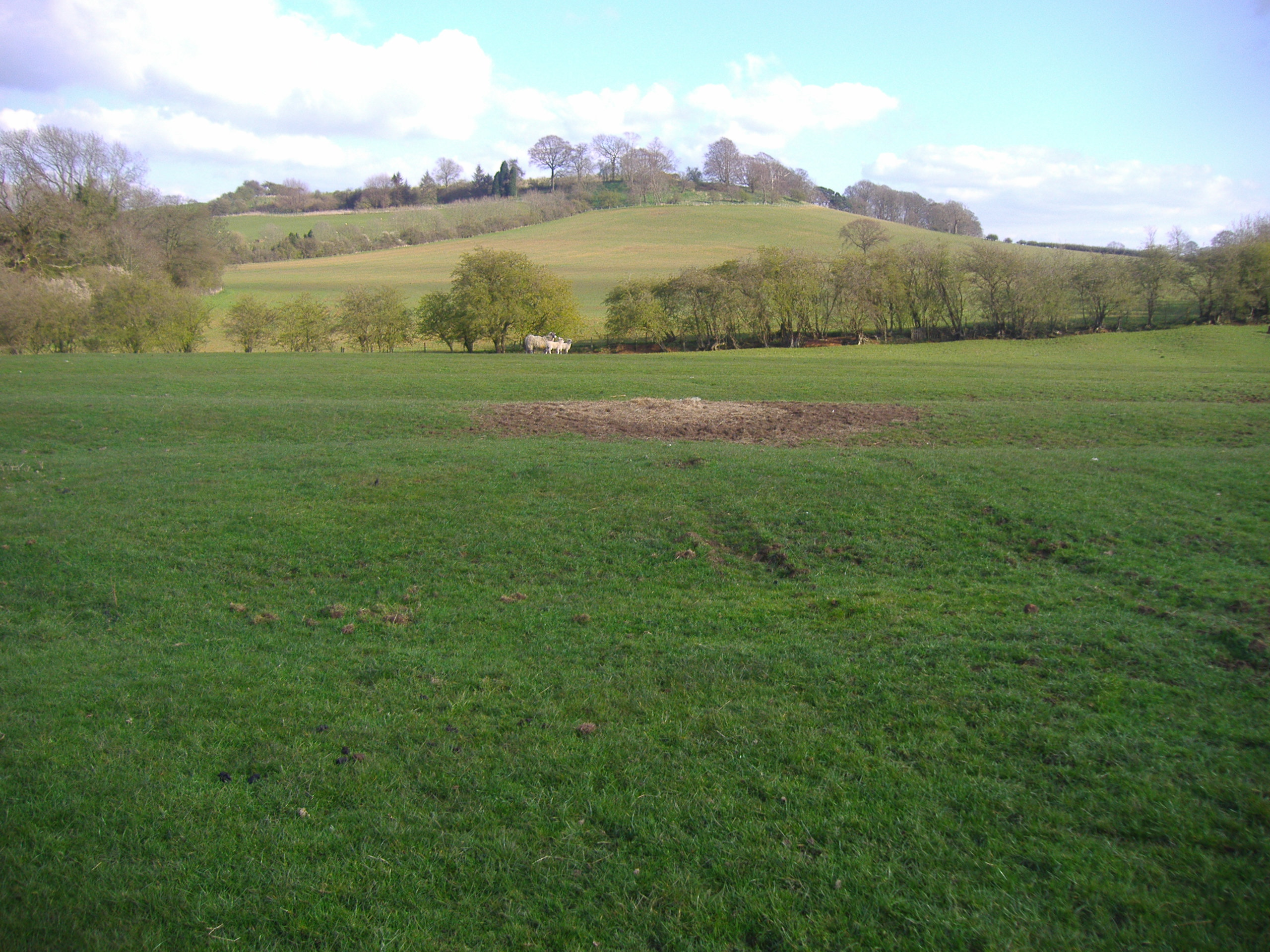
Arbury Hill

Northamptonshire està situat a la regió dels Midlands de l'Est, que també se l'anomena Midlands del sud. El territori del comtat inclou la conca del riu Severn i del Wash. Al nord-oest del comtat és la zona on neixen diversos rius importants com el Nene, que ppren la direcció nord-est i desemboca en el Wash, o com l'Avon de Warwickshire, que pren la direcció sud-oest cap al Severn. El 1830 es deia que ni un sol riu, per insignificant que fos, flueix per aquest territori procedent de cap altre districte. Els rius estan connectats a dos canals de navegació importants: el canal d'Oxford i el Grand Union, des de la població de Braunston. A Stoke Bruerne hi ha un museu que informa sobre aquests canals. A Blisworth hi ha un túnel de 2.813 metres que és el tercer túnel navegable del Regne Unit.
El punt més elevat de Northamptonshire és Arbury Hill, un pujol de 225 metres d'altitud. Hi ha tres zones boscoses: la de Rockingham al nord-oest; Salcey i Whittlebury al sud. Bona part del sòl es fa servir com a pastures, encara que també són terres fèrtils per l'agricultura i hi ha zones d'argila que s'aprofiten per la producció de maons.

## Història
Sembla que aquest territori no va estar poblat fins que, al voltant de l'any 500 aC, va arribar un grup de colons pertanyents a la cultura de Hallstatt,que durant el segle següent van establir poblacions a dalt de turons. En el segle I aquesta zona va ser part del territori dels catuvel·launs, una tribu dels Belgae. Aquests van ser més endavant conquerits pels romans l'any 43 dC. Una via romana, la Watling Street, travessava aquest territori, a la vora de la qual va sorgir la ciutat de Lactodorum, l'actual Towcester. També és d'aquesta època la població de Kettering, a la vall del Nene.
Quan els romans van abandonar aquest país, la zona de Northamptonshire va ser part del regne anglosaxó de Mèrcia, i Northampton era la capital administrativa. Després de la mort el rei Peda, el 654, els seus habitants es van convertir al cristianisme. Els danesos van conquerir el 889 aquesta àrea i va esdevenir part del Danelaw. En aquesta època Watling Street va fer de frontera entre els danesos i els anglosaxons fins que el rei Eduard el Vell, fill d'Alfred el Gran va reconquerir el territori l'any 917. Northamptonshire va tornar a ser possessió dels danesos, quan el 940, se'n van apoderar els colons de York, però el seu domini no va durar gaire, ja que els anglesos la van recuperar el 942.
El nom del comtat apareix escrit en la Crònica anglosaxona (1011), amb la forma Hamtunscire, és a dir "el comtat de Hamtun" i Hamtun era el nom antic de la ciutat de Northampton.
L'any 1086, en el Domesday Book, consta que hi havia 29 hundreds i, al Nomina Villarum, un registre de cadastral del segle xii, Stoke havia quedat absorbit pel hundred de Corby. Aquests es van mantenir fins al 1800:
- Chipping Warden
- Cleyley
- Corby
- Fawsley
- Greens Norton
- Guilsborough
- Hamfordshoe
- Higham Ferrers
- Huxloe
- Kings Sutton
- Nobottle Grove
- Orlingbury
- Polebrook
- Rothwell
- Spelhoe
- Towcester
- Willybrok
- Wymersley

La ciutat lliure de Peterborough, amb categoria de soke, de vegades va estar inclosa dins el hundred de Nassaburgh, que era part de Northamptonshire. Això era en part degut al fet que la seva catedral el feia ser un centre administratiu especial i tenia el seu tribunal de justícia i de recaptació (Quarter Sessions), però el 1965 va passar a formar part del comtat de Huntingdonshire i amb la llei de governs locals del 1972 la ciutat de Peterborough va passar a ser un districte de Cambridgeshire, encara que més tard va obtenir autonomia administrativa com a autoritat unitària.
El 1888 es va crear el consell del comtat, que té les oficines a Northampton. El comtat està actualment dividit en set districtes:Corby, Daventry, Northamptonshire Est, Kettering, Northampton, Northamptonshire Sud i Wellingborough.

## Poblacions

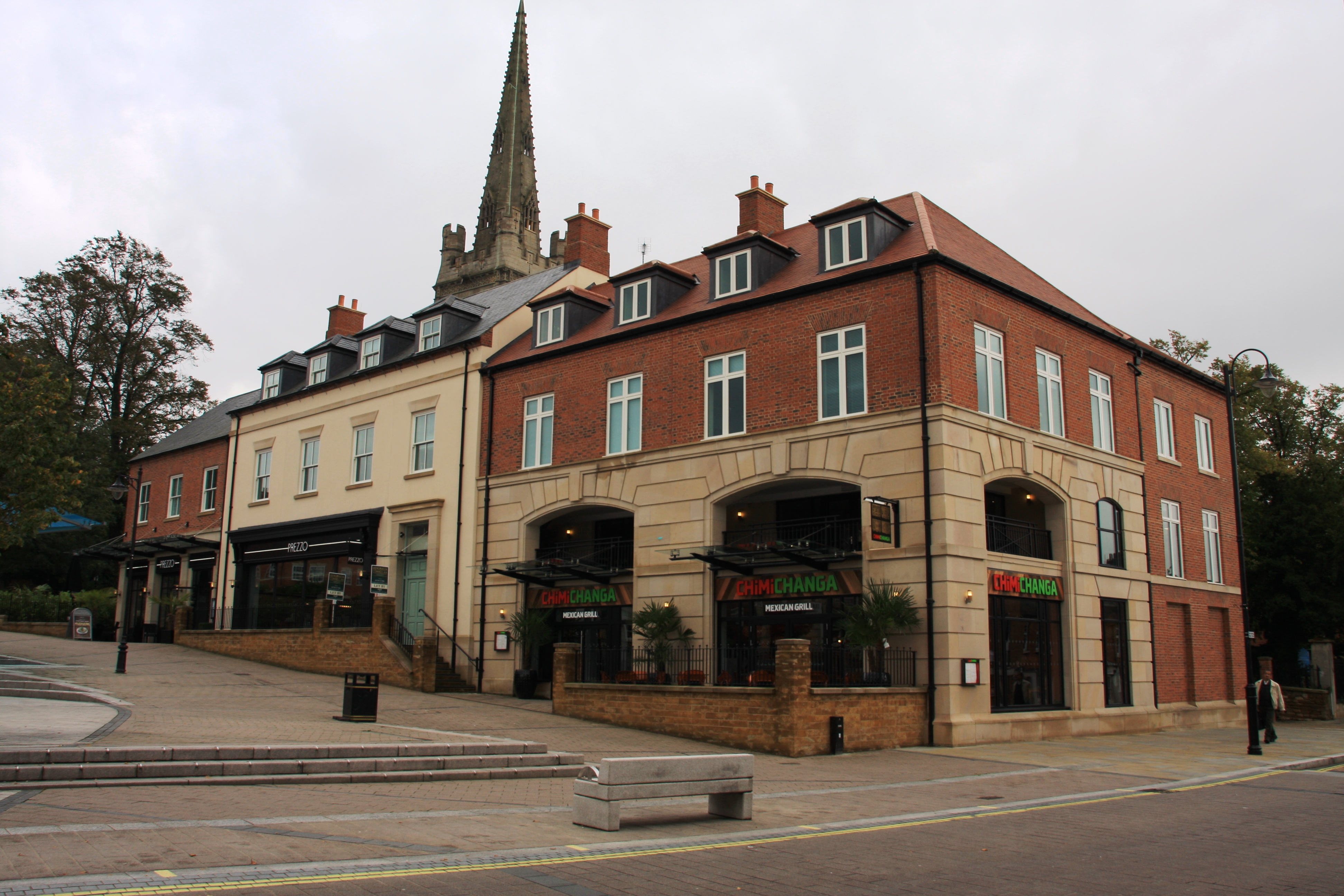
Kettering

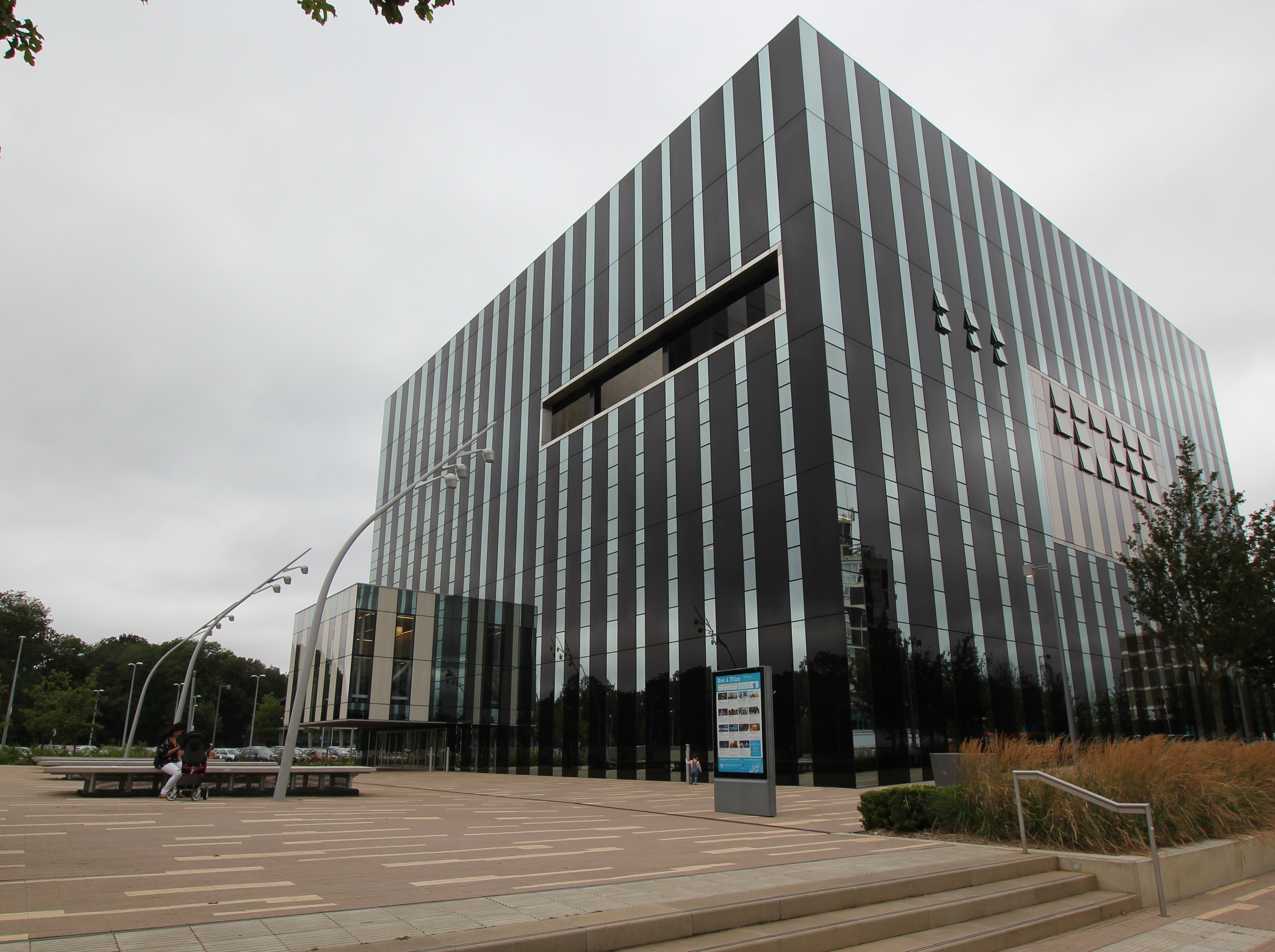
Edifici del Cub, a Corby

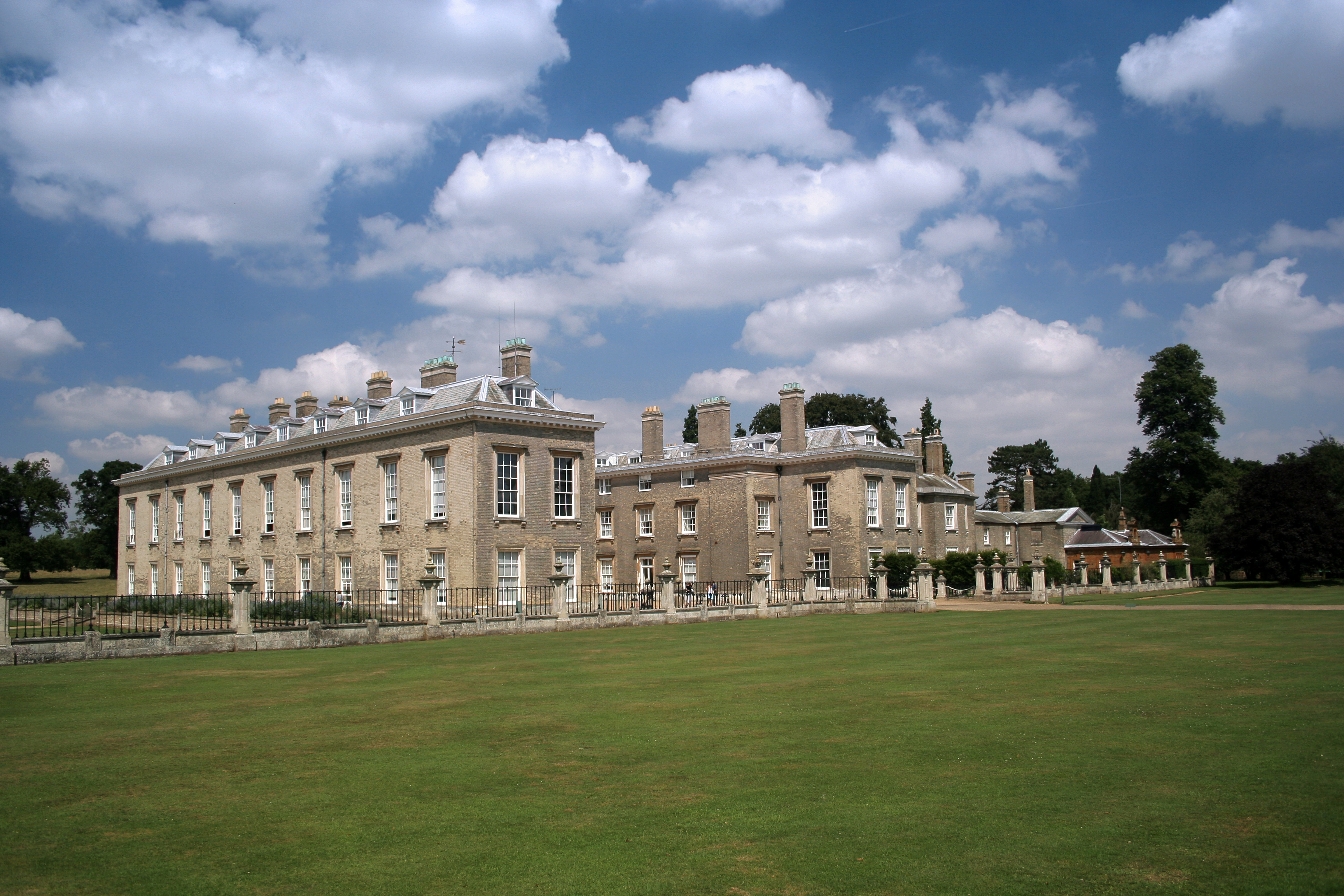
Mansió dels Spencer a Althorp

Segons el cens del 2011 el comtat tenia 691.952 habitants, 212.069 dels quals vivien a la capital, Northampton. Hi ha 16 poblacions que tenen l'estatus de town (ciutat): Brackley, Burton Latimer, Corby, Daventry, Desborough, Higham Ferrers, Irthlingborough, Kettering, Northampton, Oundle, Raunds, Rothwell, Rushden, Towcester, Thrapston i Wellingborough.
La part rural del comtat és bella, té molts parcs, canal i senderes per a excursionistes o ciclistes, sobretot a la zona de Brampton Way. En mig del camp es poden trobar antigues cases senyorials, com la residència ancestral dels Spencer, a Althorp.
La següent llista mostra les poblacions amb més residents segons el cens del 2011:
- Northampton (212.100 hab)
- Kettering (67.635 hab)
- Corby (56.514 hab)
- Wellingborough (49.087 hab)
- Rushden (29.265 hab)
- Daventry (25.026 hab)
- Brackley (13.018 hab)
- Desborough (10.697 hab)
- Towcester (9.252 hab)
- Raunds (8.641 hab)

## Economia

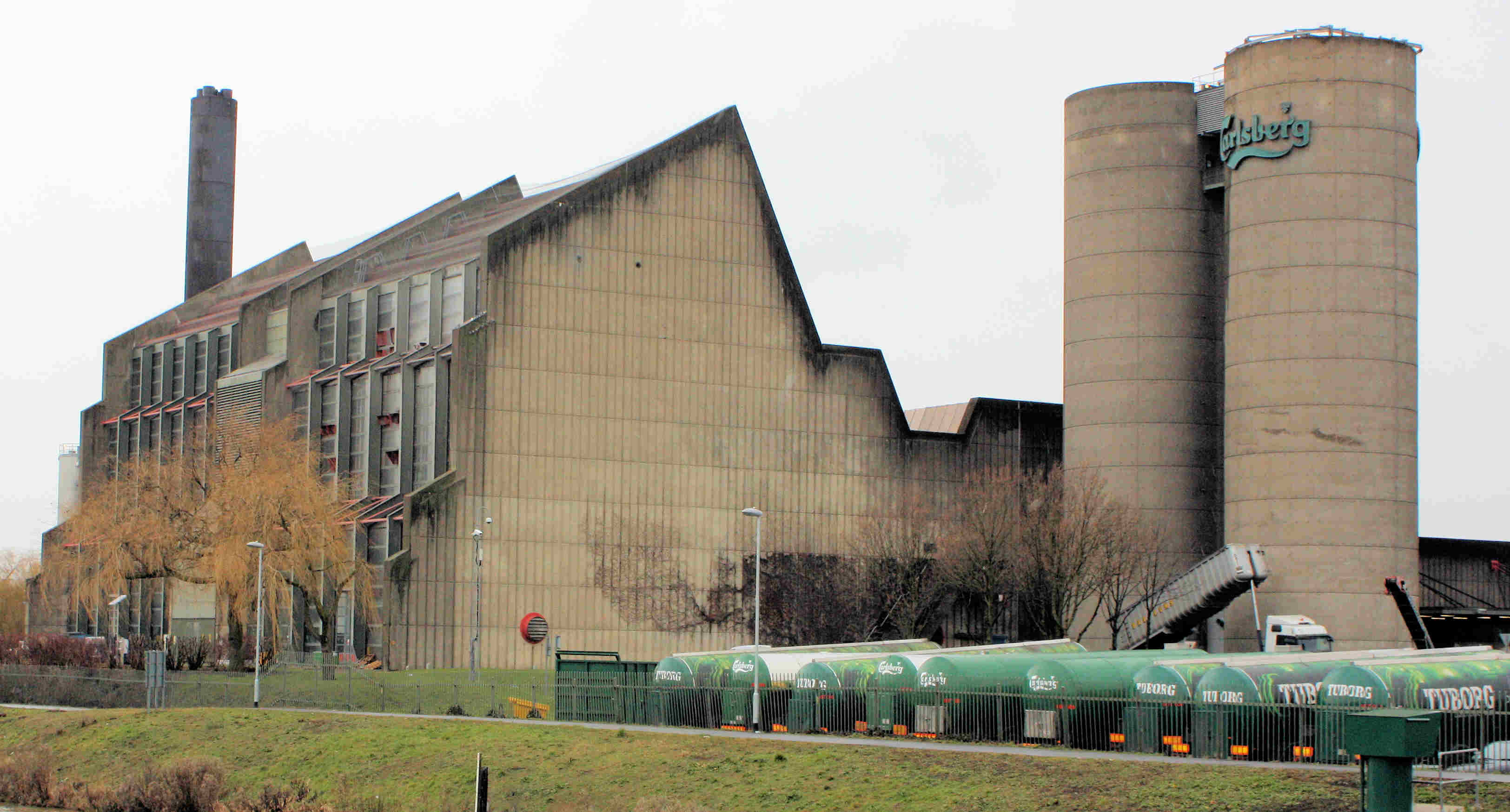
Cerveseria a Northampton

Històricament, la principal indústria de Northamptonshire va ser la confecció de calçat. Moltes d'aquestes fàbriques van tancar durant el govern de Margaret Thatcher, cosa que va portar força atur al comtat. Només l'empresa R Griggs and Co Ltd, situada a Wollaston, ha sobreviscut a aquella crisi. Actualment les empreses que donen més llocs de treball són:Weetabix (cereals per esmorzars), a Burton Latimer, Carlsberg (cervesa), a Northampton, Avon Products (cosmètics i perfums), Siemens (electrodomèstics), Barclaycard (finances), Saxby Bros Ltd (aliments) i Golden Wonder (aperitius). A l'oest del comtat està la companyia Daventry International Railfreight Terminal, que és un important centre de logística que combina l'estació de mercaderies, pertanyent a la línia West Coast Main, amb el transport per carretera. A Wellingborough hi ha un centre semblant però no tan gran, anomenat Nelisons Yard.
La següent taula informa sobre l'aportació al producte interior brut, desglossat per sectors, amb valors expressats en milions de lliures esterlines.
| any  | valor afegit brut regional | sector primari | sector secundari | sector terciari |
| ---- | -------------------------- | -------------- | ---------------- | --------------- |
| 1995 | 6.139                      | 112            | 2.157            | 3.870           |
| 2000 | 9.743                      | 79             | 3.035            | 6.630           |
| 2003 | 10.901                     | 90             | 3.260            | 7.551           |

### La vall dels esports de motor

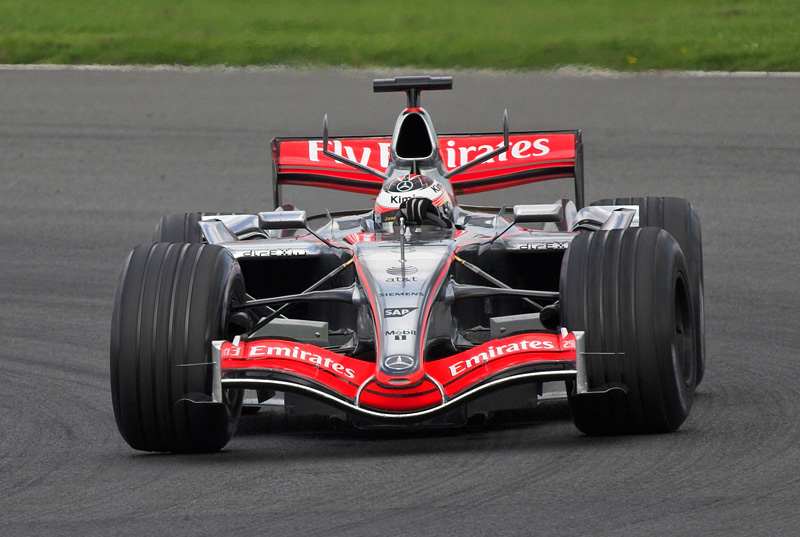
El circuit de Silverstone aporta força ingressos a l'economia local. Kimi Räikkönen provant un McLaren l'abril del 2006.

La regió de Northamptonshire, Oxfordshire i South Midlands té el nom de Vall dels esports de motor . Diverses escuderies de fórmula 1 tenen la seva seu en aquesta regió:Mercedes GP a Brackley i Force India a Towcester., a prop del circuit de Silverstone, mentre que la companyia Cosworth, fabricant de motors d'automòbil, i Mercedes-Benz High Performance Engines estan a Brixworth.
A més de l'esmentat circuit de Silverstone, està el de Rockingham, al municipi de Corby, i el Santa Pod Raceway, situat en el límit amb Bedfordshire, però amb codi postal de Northamptonshire. Segons un estudi encarregat per Northamptonshire Enterprise Ltd (NEL), aquests llocs atreuen més de 2,1 milions de visitants a l'any que gasten més de 131 milions de lliures al comtat.

### L'àrea de desenvolupament Milton Keynes-Midlands Sud
Northamptonshire forma part de l'àrea de desenvolupament Milton Keynes i South Midlands que inclou, a més: la vall d'Aylesbury (Buckinghamshire), Milton Keynes (Bukinghamshire), i Bedfordshire. En aquesta àrea està prevista la construcció de desenes de milers d'habitatges entre 2010-2020. Al districte de North Northamptonshire (municipis de Corby, Kettering, Wellingborough), estan planificats més de 52.000 cases i 47.000 llocs de treball. Al districte de West Northamptonshire (municipis de Northampton, Daventry), més de 48.000 cases i 37.000 llocs de treball. per a portar endavant aquest projecte s'ha creat la companyia North Northants Development Company (NNDC). Aquesta companyia va llançar una controvertida campanya, anomenada North Londonshire, per atreure gent de Londres cap al comtat.